# كاتريونا ليماي دوان
كاتريونا ليماي دوان، (من مواليد 23 ديسمبر 1970) متزلجة سرعة كندية، وبطلة أولمبياد مرتين في سباق الـ 500 م.

## وصلات خارجية
- كاتريونا ليماي دوان على موقع IMDb (الإنجليزية)
- كاتريونا ليماي دوان على موقع SpeedSkatingBase.eu (الإنجليزية)
- كاتريونا ليماي دوان على موقع SpeedSkatingNews.info (الإنجليزية)
- كاتريونا ليماي دوان على موقع SpeedSkatingStats.com (الإنجليزية)
- كاتريونا ليماي دوان على موقع اللجنة الأولمبية الدولية (الإنجليزية)
- كاتريونا ليماي دوان على موقع أوليمبيديا (الإنجليزية)
- كاتريونا ليماي دوان على موقع اللجنة الأولمبية الكندية (الإنجليزية)
- كاتريونا ليماي دوان على موقع قاعة كندا للمشاهير الرياضية (الإنجليزية)
- كاتريونا ليماي دوان على موقع قاعة مشاهير الرياضة في ساسكاتشوان (الإنجليزية)
- Catriona Le May Doan Official Site
- Catriona Le May Doan at SkateResults.com
- United Athletes Magazine Le May Doan's Olympic experience.
- Saskatchewan Bluecross spokesperson bio
- Power to Change Site